# Eibele
Eibele (mundartlich: Eibǝlǝ, ans Eibǝlǝ) ist ein Gemeindeteil der Marktgemeinde Oberstaufen im bayerisch-schwäbischen Landkreis Oberallgäu.

## Geographie

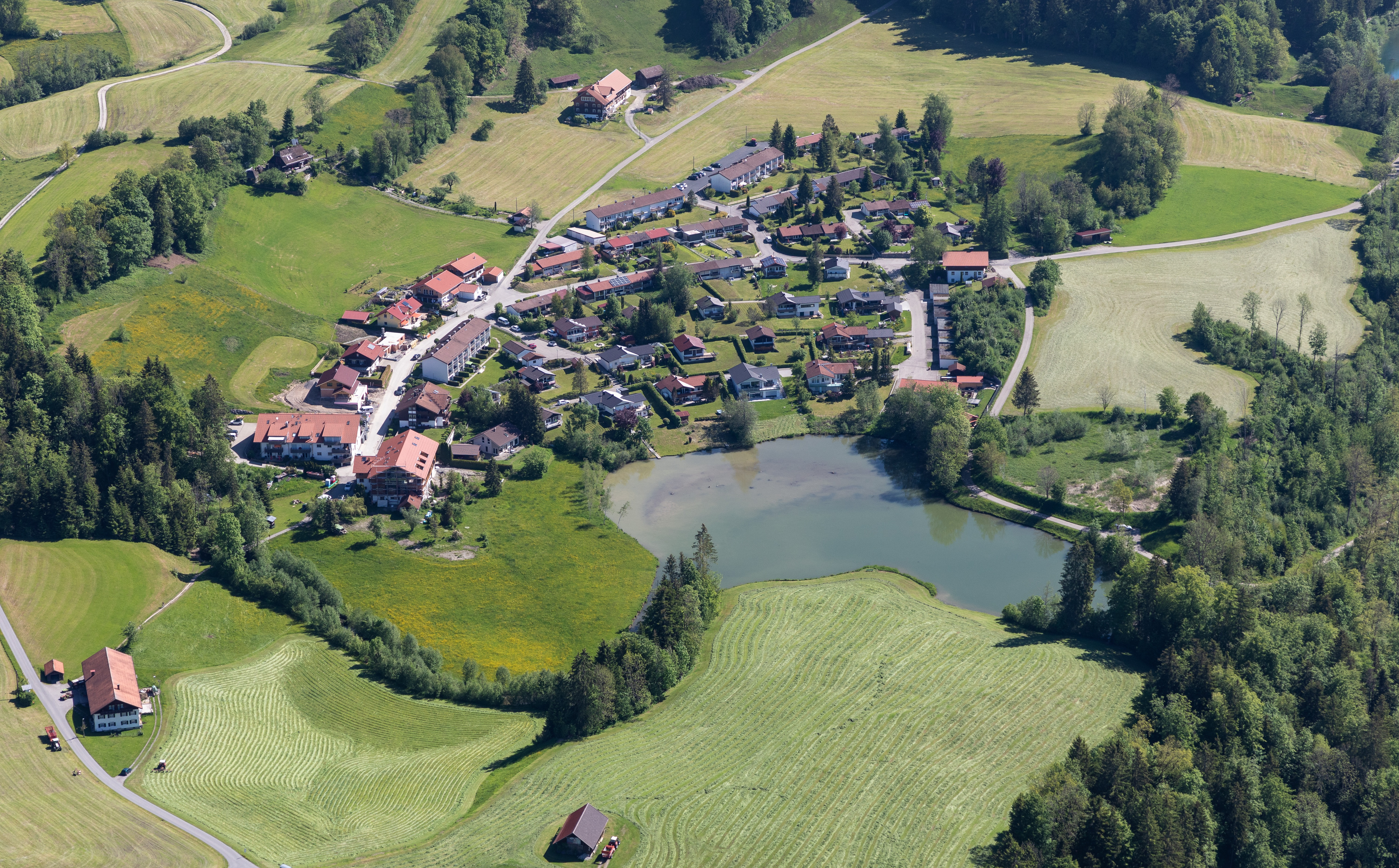
Eibele (2021)

Das Feriendorf liegt circa fünf Kilometer südwestlich des Hauptorts Oberstaufen im Weißachtal. Westlich der Ortschaft verläuft die deutsch-österreichische Staatsgrenze zu Sulzberg in Vorarlberg. Südlich von Eibele verläuft die Weißach. Im Ort befindet sich der Eibelesee, der vom Eibelebach durchflossen wird.

## Ortsname
Der Ortsname stammt vom mittelhochdeutschen Wort öuwelīn für kleine Aue, kleines wasserreiches Land und bedeutet (Siedlung in) der kleinen Au.

## Geschichte
Eibele wurde erstmals urkundlich im Jahr 1471 als das Ewelin in der Grenzbeschreibung der Grafschaft und des Landgerichts Rothenfels erwähnt. 1644 wurde die Mühle in Eibele erstmals erwähnt. In den 1960er Jahren ist südlich der Eibelesmühle das Feriendorf Eibelesmühle-Dorf entstanden.